# NGC 3252
NGC 3252 is een balkspiraalstelsel in het sterrenbeeld Draak. Het hemelobject werd op 3 april 1785 ontdekt door de Duits-Britse astronoom William Herschel.

## Σ 1437
Vanaf de aarde gezien bevindt NGC 3252 zich schijnbaar net ten zuiden van de dubbelster Σ 1437 (Struve 1437). Amateurastronomen kunnen deze dubbelster als gidsobject aanwenden om met behulp van telescopen op zoek te gaan naar het sterrenstelsel.

## Synoniemen
- UGC 5732
- MCG 12-10-49
- ZWG 333.39
- IRAS 10303+7401
- PGC 31278